# 渕麻依子
渕 麻依子（ふち まいこ、1975年 - ）は、日本の法学者。専門は知的財産法、英米法。

## 来歴
宮崎県宮崎市出身。1999年 東京大学法学部卒業。2002年 東京大学大学院法学政治学研究科民刑事法専攻修士課程修了。2003年1月から一般財団法人知的財産研究所で研究員として勤務（〜2004年3月）。2006年4月 ハーバード大学ロースクール東アジア法学客員研究員（〜2008年3月）。2011年 東京大学大学院法学政治学研究科総合法政専攻博士課程単位取得退学。同年4月 東京大学GCOE特任研究員（〜2013年3月）。同年8月 明治大学知的財産法政策研究所研究推進員（共同研究員）（〜2015年3月）。2015年4月 明治大学知的財産法政策研究所研究推進員（客員研究員）（〜2022年3月）。2017年4月 名古屋経済大学法学部准教授（〜2021年3月）。2018年 神戸大学大学院法学研究科理論法学専攻博士課程修了。2021年4月 神奈川大学法学部自治行政学科准教授。

## 略歴
- 1999年3月 - 東京大学法学部卒業。
- 2002年3月 - 東京大学大学院法学政治学研究科民刑事法専攻修士課程修了。
- 2003年1月 - 一般財団法人知的財産研究所研究部研究員（〜2004年3月）。
- 2006年4月 - ハーバード大学ロースクール東アジア法学客員研究員（〜2008年3月）。
- 2011年3月 - 東京大学大学院法学政治学研究科総合法政専攻博士課程単位取得退学。
- 2011年4月 - 東京大学GCOE特任研究員（〜2013年3月）。
- 2011年8月 - 明治大学知的財産法政策研究所研究推進員（共同研究員）（〜2015年3月）。
- 2015年4月 - 明治大学知的財産法政策研究所研究推進員（客員研究員）（〜2022年3月）。
- 2016年7月 - 特許庁産業財産権制度問題調査研究「大学をはじめとする公益に関する団体等を表示する商標のライセンスに関する調査研究」委員（〜2017年3月）。
- 2017年4月 - 名古屋経済大学法学部准教授（〜2021年3月）。
- 2018年3月 - 神戸大学大学院法学研究科理論法学専攻博士課程修了。
- 2021年4月 - 神奈川大学法学部自治行政学科准教授。
- 2021年11月 - 一般財団法人知的財産研究所各国知的財産関連法令TRIPS協定整合性分析調査「国際知財制度研究会」委員。
- 2022年8月 - 文化庁文化審議会著作権分科会国際小委員会専門委員（〜2023年3月）。
- 2023年6月 - 財務省関税等不服審査会委員。

## 人物・主張
- 好きな食べ物は桃[1]。
- 知的財産の保護については積極的に保護されるべきとの考えでいる。他方で「適切な情報」が「適切な程度に」保護されるべきとの問題意識もある。知的財産の強い保護は、現在の権利者の利益を増加させるものだが、視点を社会全体に移せば、その利益増加につながるか非かは必ずしも明らかではないとしている[3]。

## 著作

### 共著
- （金井重彦、鈴木將文、松嶋隆弘（編著））『商標法コンメンタール〔新版〕』（勁草書房、2022年2月）
- （中山信弘、金子敏哉（編）、田中辰雄、前田健、上野達弘、今村哲也他（著））『しなやかな著作権制度に向けて　ー コンテンツと著作権法の役割』（信山社、2017年4月）
- （小泉直樹、田村善之（編集委員））『はばたき ー 21世紀の知的財産法〔中山信弘先生古稀記念論文集〕』（弘文堂、2015年6月）
- （（「財産権（property）としての知的財産権 ー情報取引契約についての議論を前提としてー」））『知財研紀要 2008』（知的財産研究所、2007年9月）